# Fonderie de canons de Toulouse
La fonderie de canons est un monument historique situé à Toulouse, dans le département français de la Haute-Garonne.

## Localisation
Le bâtiment est situé au 31 rue de la Fonderie dans le quartier des Carmes. C'est cette ancienne fonderie qui a donné son nom à la rue. 

## Historique
L'emplacement est occupé par le couvent des Clarisses. Le couvent des Clarisses avait d'abord été établi dans les faubourgs de la ville avant d'être détruit, en même temps que les faubourgs pour lutter contre les incursions anglaises pendant la guerre de Cent Ans. Les religieuses ont alors demandé et obtenu de reconstruire leur couvent à l'intérieur de la ville, le 1er décembre 1352 et s'établirent inter carreriam Tholosanorum Tholose et flumen Garone. Le pape Innocent VI a donné une bulle des indulgences pour ceux qui aideraient à la construction du couvent dans la paroisse de la Dalbade, et, en 1371, le pape Grégoire XI leur a donné une bulle leur permettant de recevoir des biens mal acquis ou incertains jusqu'à la somme de 500 livres pour les employer à cette construction. Le couvent est presque entièrement reconstruit en 1658. Elles sont désignées au XVIIe siècle les Clarisses du Salin. Au début de la Révolution, le couvent des religieuses Sainte-Claire est fermé. Il y avait alors 33 religieuses. Les bâtiments saisis deviennent bien national. La chapelle est restaurée par l'architecte Henri Bach au cours du XIXe siècle
La Convention nationale décrète la levée en masse des hommes entre 18 et 25 ans le 23 août 1793. Pour alimenter l'armée des Pyrénées, le comité de défense générale a décidé d'installer un arsenal avec des ateliers et une fonderie de canons, le « Grand parc des Armées des Pyrénées », à Toulouse. Il est d'abord installé dans le couvent des Chartreux et la fonderie dans l'église Saint-Pierre-des-Cuisines à partir de 1794. Cette installation n'ayant pas réussi, une deuxième installation est prévue dans l'église Sainte-Anne, sans plus de succès. Le comité fait alors appel à Dupont de Rochefort, créateur de la fonderie d'Alger, et neveu de Pierre Gor, commissaire général des fontes à l’arsenal de Paris, qui avait fondu la statue équestre de Louis XV qui se trouvait place Louis XV, pour la diriger. Les églises Saint-Pierre et Sainte-Anne sont abandonnées. Il choisit d'installer la fonderie dans le couvent Sainte-Claire du Salin qui se trouve à côté du canal de fuite du moulin du château dont il pouvait utiliser l'eau pour faire tourner la forerie. Elle est progressivement agrandie par achat de bâtiments contigus. Dupont a embauché Jean Abadie (1773-1846) avec lequel il a organisé la fonderie et la moulerie. Après la fonte des premiers canons, l'établissement est confié aux entrepreneurs Bertha et Lehodry.
Une première Fonderie des canons était installée au XVIe siècle dans la rue des Frères-Mineurs, actuelle rue Antoine-Deville, en face de l'église des Cordeliers. La fonderie est transférée en 1793 dans l'ancien couvent Sainte-Claire du Salin.
En 1800, Bertha est resté le seul entrepreneur de la fonderie. La paix revenue diminuant les commandes, Bertha a demandé à Jean Abadie de créer un laminoir et de martinets pour le cuivre destiné à la marine à proximité de la fonderie mis en mouvement par huit moteurs hydrauliques alimentés par le canal de fuite du moulin du château.
La fonderie a reçu son organisation industrielle en 1816 sous la direction d'Adolphe Mather. Une forerie horizontale y est installée sur les plans de Jean Abadie. Il augmente la capacité de réalisation des canons en donnant les plans d'une nouvelle forerie en 1824. 
La fonderie est supprimée en 1866.

### Bâtiments actuels
Les bâtiments de l'ancienne fonderie sont achetés par l'Institut catholique de Toulouse en 1879 (n°27 et 31). Les fours et autres installations de la fonderie se trouvaient dans les dépendances de la cour basse qui ont été aménagées en salles d'exposition. On peut y voir une partie de rempart antique datant de la fin du IIIe siècle de plus de 70 m de long. 

#### Matériaux
Ce bâtiment est construit de brique, de béton et d'enduit partiel. De la tuile creuse et du ciment ont permis de faire la couverture.

##### Intérieur
Une fresque de grande taille, peinte par Marcel Lenoir entre 1920 et 1923, figure dans une salle de la cour. Elle s'intitule "Le couronnement de la Vierge". De plus, une belle composition datant du XVIIIe siècle forme l'entrée de l'Institut catholique.

## Protection
Les vestiges de la fonderie de canons situés en partie basse du bâtiment ouest ainsi que dans les ailes en retour comprenant les fours et tous les dispositifs qui s'y rattachent, ainsi que les ventouses, cheminées, ateliers techniques et rampes d'accès pour trinqueballes ont été inscrits au titre des monuments historiques le 12 avril 1996.
La partie du rempart gallo-romain se trouvant sur le site de la fonderie a été classée au titre des monuments historiques le 11 décembre 1963.